# Bobby, It's Cold Outside
Bobby, It's Cold Outside, titulado Bobby, Hace Frío Afuera en Hispanoamérica y Bobby, Hace Frío Fuera en España, el décimo episodio de la trigesimoprimera temporada de la serie animada Los Simpson, y el episodio 672 de la serie en general. Se estrenó el 15 de diciembre de 2019 en Estados Unidos, el 27 de septiembre de 2020 en Hispanoamérica y el 18 de junio de 2021 en abierto en España.
Fue el último episodio de la serie estrenado en la década de los 2010.

## Argumento
Cinco semanas antes de Navidad, Lenny ordena su regalo de Navidad en línea. Dos días después, UPS lo entrega, pero alguien lo roba de inmediato.
Trabajando como farero, Sideshow Bob recibe la visita de Cassandra Patterson, una vecina. Ella le dice que lo mencionó en la ciudad, y Bob sabe que bajó la guardia cuando dos hombres la visitan, pero le ofrecen un trabajo en el centro comercial de Springfield como Santa Claus. Mientras tanto, a más personas les roban los regalos que les entregan.
Los Simpson visitan el pueblo de Santa. Bart se salta la fila para ver a Santa y se da cuenta de quién es realmente. Bob intenta estrangularlo, pero no puede porque se niega a romper el carácter.
Cuando un plan para engañar a los ladrones con pólvora falla para Lenny, Lenny escribe 'SB' con su sangre. Cuando se informa la noticia, Homer llama a la policía para revelar que SB se refiere a Selma Bouvier y ella es arrestada, liberando a los sospechosos recientemente detenidos Scott Bakula, Steve Ballmer y Sandra Bullock.
Bart todavía sospecha de Bob, quien accede a ayudar a Bart a encontrar al culpable ocultándose en una caja que se coloca en el porche.
El ladrón llega y la familia sigue a la camioneta hasta un hangar, descubriendo que Waylon Smithers y el Sr. Burns eran los culpables. Lisa sugiere que Burns lo hizo porque está deprimido. El Sr. Burns cuenta la historia de cómo cuando era niño se le rompió el corazón una Navidad, cuando le pidió a Santa solo un abrazo y una sonrisa de sus padres y nunca lo entregaron, enviándolo a un internado. Bob como Santa utiliza la hipnosis para convencer a Burns de que su dura educación lo convirtió en el éxito que es hoy, y llega a comportarse como un niño. Burns y Smithers luego devuelven los regalos.
El día de Navidad, Homer y Marge se acurrucan juntos justo antes de que los niños abran los regalos y van al sótano para disfrutar de un tiempo juntos, justo después de que el abuelo se toma una foto para bendecir a todos con "¡Feliz Navidad de los Simpson!" (similar a la foto que se tomaron en el episodio "Simpsons Roasting on an Open Fire").
De vuelta en el faro, Cassandra le trae a Bob un regalo de Navidad, un rastrillo y le dice a Bob que ella sabe quién es. Ella le dice a Bob que quiere que la bese antes de que los dos empiecen a cantar juntos su versión de "Baby, It's Cold Outside". Luego, ella y Bob firman un "Contrato de acurrucarse" diciendo que ambos sabían en lo que se estaban metiendo, justo después de que el capitán Horatio McCallister se estrellara contra una roca porque la luz del faro no estaba encendida.
En el Aeropuerto Internacional de Springfield, Ballmer conoce al Sr. Burns. Burns aún bajo los efectos de la hipnosis le pregunta cómo puede ser tan positivo con todo y le pregunta si puede enseñarle cómo hacerlo. Ballmer luego le da a Burns una charla de ánimo. Cuando Burns intenta copiar sus movimientos, se lastima y tiene que ser llevado en una ambulancia, con Steve Ballmer acompañándolo.

## Recepción
Dennis Perkins de The A.V. Club le dio a este episodio una C, diciendo "'Bobby, It's Cold Outside' (título que se refiere a una mordaza de relleno de créditos antes mencionada) al menos ve al psicópata ineficaz favorito de todos en la ciudad para las vacaciones. De todos los recurrentes, personajes que no pertenecen al elenco, Bob es el que más alegrará mi día/cualquier episodio, simplemente debido a la obvia alegría de Kelsey Grammer en el papel de villano. (Además, siempre lo dejan cantar: pon 'Carol Of The Bells' en tu Sideshow Bob mix CD.) La saga interminable de la sed de sangre de Robert Underdunk Terwilliger por la sangre de un Bart Simpson se remonta al episodio número 12 de Los Simpson, y ha estado balanceándose y oliendo fuerte durante unos 29 años en este punto. Como la mayoría de los personajes y partes recurrentes, las apariciones de Bob han aumentado y disminuido en efectividad cómica, pero, bueno, siempre es bueno tener a Grammer en la casa, una vez más ensayando su segundo papel (¿?) más famoso".
Tony Sokol de Den of Geek le dio a este episodio tres estrellas y media de cada cinco y dijo "es una bolsa de doble relleno para la chimenea. Es su episodio anual de Navidad, y estos pasillos están decorados. El episodio presenta al villano recurrente favorito de siempre verde Sideshow Bob, que recorta su árbol con adornos de Bart ensangrentado. Y toca fondo con nuestro Grinch favorito de Springfield ".